# Polski Kontyngent Wojskowy w Izraelu
Polski Kontyngent Wojskowy w Państwie Izrael (PKW Izrael) – wydzielony komponent Sił Zbrojnych RP, przeznaczony do przeprowadzenia operacji ewakuacji lotniczej polskich obywateli z Izraela w 2023 roku.

## Historia
Na bazie doświadczeń z operacji ewakuacji polskich obywateli i współpracowników z Afganistanu, stanowiącej pokłosie upadku rządu afgańskiego i zdobycia przez Talibów Kabulu 15 sierpnia 2021, ustawą z dnia 11 marca 2022 r. o obronie Ojczyzny znowelizowano ustawę z dnia 17 grudnia 1998 r. o zasadach użycia lub pobytu Sił Zbrojnych Rzeczypospolitej Polskiej poza granicami państwa, poszerzając ją o możliwość użycia kontyngentu wojskowego do ewakuacji obywateli Rzeczypospolitej Polskiej, w przypadku konieczności ochrony ich życia lub zdrowia, z państwa niebędącego państwem członkowskim Unii Europejskiej, Europejskiego Obszaru Gospodarczego i Organizacji Traktatu Północnoatlantyckiego.
7 października 2023 palestyński Hamas rozpoczął zbrojną agresję na Izrael. W wyniku ataków powietrznych na terenie Izraela zamknięto dla ruchu cywilnego wszystkie porty lotnicze i odwołano połączenia, uniemożliwiając opuszczenie tego kraju przez m.in. obywateli Polski. W celu umożliwienia im powrotu do kraju polskie władze 8 października ogłosiły rozpoczęcie operacji Neon, w ramach której statki powietrzne wchodzące w skład Polskiego Kontyngentu Wojskowego w Izraelu utworzyły most powietrzny na trasie Tel Awiw-Warszawa.
Do operacji Neon skierowano samoloty z następujących jednostek:
- 1 Baza Lotnictwa Transportowego (Warszawa):
  - Boeing 737-86X nb 0110,
- 33 Baza Lotnictwa Transportowego (Powidz):
  - Lockheed C-130E Hercules nb 1503,
  - Lockheed C-130E Hercules nb 1505,
- 8 Baza Lotnictwa Transportowego (Kraków-Balice):
  - CASA C-295M nb 017,
  - CASA C-295M nb 026[3].

8 października nastąpił wylot samolotu B-737 z Warszawy i 2 samolotów C-130E z Powidza do portu lotniczego Tel Awiw w Izraelu oraz 2 samolotów C-295M z Krakowa do portu lotniczego Chania w Grecji. Zakończenie operacji zostało ogłoszone 14 października, po zakończeniu ewakuacji z Izraela 1504 obywateli Polski i innych państw.